# Pierre Beaugrand
Pierre Beaugrand (Saint-Laurs, 26 décembre 1910 - Ouezzane, 2 janvier 1951) est un militaire français, Compagnon de la Libération. Médecin militaire, il rallie la France libre et participe aux campagnes d'Afrique, du Moyen-Orient, de France et d'Allemagne. Poursuivant ses activités médicales à titre civil après la guerre, il disparait accidentellement au Maroc.

## Biographie
Pierre Beaugrand naît le 26 décembre 1910 à Saint-Laurs, (Deux-Sèvres). Engagé dans le service de santé des armées, il est affecté comme médecin-sous-lieutenant à l'hôpital militaire de Sedan lorsque la Seconde Guerre mondiale éclate. Lorsque les troupes allemandes atteignent la ville en juin 1940, il est fait prisonnier mais libéré peu de temps après au titre du service de santé.
Il exerce quelque temps à Paris puis décide de quitter la métropole pour rallier la France libre. Embarqué dans un cargo à destination de la Chine, il débarque à Shanghaï le 21 juin 1941 et rejoint les forces françaises libres sans exercer la médecine. Affecté à la 1re Compagnie autonome de chars de combat comme lieutenant, il prend part à la fin de la campagne de Syrie puis à la guerre du désert. Il intègre ensuite la 2e division blindée avec sa compagnie qui, renforcée d'autres compagnies, devient le 501e régiment de chars de combat. En juillet 1943, à Sabratha, Pierre Beaugrand est décoré de l'Ordre de la Libération des mains mêmes du général de Gaulle.
Déplacé en Angleterre en avril 1944, le 501e RCC débarque en Normandie le 3 août dans la région de Carentan. Pierre Beaugrand participe alors avec son régiment à la libération de la France puis poursuit jusqu'en Allemagne où il entre le 5 mai 1945 à Berchtesgaden. Terminant la guerre avec le grade de capitaine, il quitte l'armée et s'installe au Maroc où il reprend ses activités médicales. En février 1950, il est engagé comme chirurgien à l'hôpital de Ouezzane et dirige un groupe sanitaire mobile. Le 2 janvier 1951, alors qu'il entreprend de traverser à pied un oued afin de porter secours à un malade, il est emporté par le courant. Son corps n'a jamais été retrouvé.

## Décorations
|  |  |  |

| Chevalier de la Légion d'Honneur[Quand ?] | Chevalier de la Légion d'Honneur[Quand ?] | Compagnon de la Libération | Compagnon de la Libération | Croix de Guerre 1939-1945 | Croix de Guerre 1939-1945 |